# Вишнева вулиця (Київ, Дарницький район)
Вишне́ва ву́лиця — вулиця в Дарницькому районі міста Києва, селище Бортничі. Пролягає від Березневої вулиці до проїзду без назви. 